# Matthew McShane
Matthew McShane (nascido em 1 de novembro de 1990) é um atleta paralímpico australiano que compete na modalidade basquetebol em cadeira de rodas. Foi selecionado para disputar os Jogos Paralímpicos de Verão de 2016 no Rio de Janeiro, no Brasil, onde sua equipe, os Rollers, terminou na sexta colocação.